# SN 2006jr
SN 2006jr – supernowa typu Ia odkryta 1 października 2006 roku w galaktyce A033947+0059. W momencie odkrycia miała maksymalną jasność 22,50m.